# Cristallo di Boemia

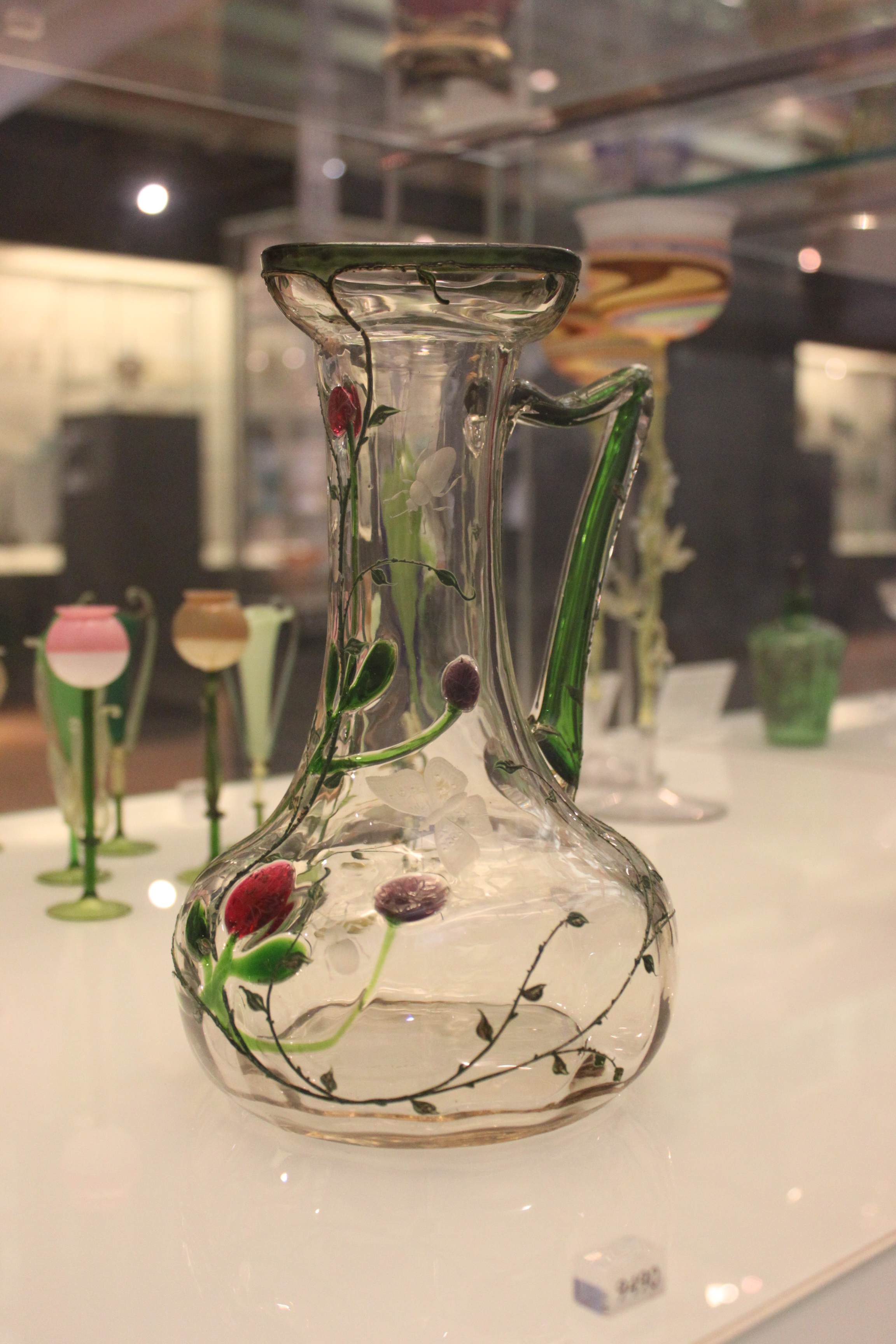
Vaso in cristallo di Boemia di L. Moser & Sohne a Karlovy Vary

Il cristallo di Boemia è un vetro decorativo prodotto, sin dal XIII secolo, nelle regioni di Boemia e Slesia, ora facenti parte della Repubblica Ceca. I più antichi scavi archeologici di siti di arte vetraria risalgono a circa il 1250 e si trovano nei monti della Lusazia nella Boemia settentrionale. I siti più importanti della lavorazione del vetro, nel corso dei secoli, sono Skalice (in tedesco Langenau), Kamenický Šenov (in tedesco Steinschönau) e Nový Bor (in tedesco Haida). Sia Nový Bor che Kamenický Šenov hanno dei Musei del vetro con molti oggetti che datano dal 1600. Queste manifatture furono particolarmente rinomate nella fabbricazione del vetro durante il periodo barocco 1685-1750. Nel XVII secolo, Caspar Lehmann, tagliatore di gemme al servizio dell'imperatore Rodolfo II d'Asburgo a Praga, adattò al vetro la tecnica di incisione dei gioielli con rame e bronzo.

## Storia
La Boemia era una parte dell'Impero austro-ungarico ora parte della Repubblica Ceca, ed era famosa per la produzione di oggetti in vetro colorato. La storia del cristallo di Boemia iniziò con le abbondanti risorse naturali presenti nel territorio.
La scoperta fu da parte di alcuni vetrai della Boemia, che miscelando cloruro di potassio e gesso si otteneva un vetro incolore chiaro che era più stabile di quello prodotto in Italia. Questo vetro poteva essere manipolato con un tornio da vasaio, inoltre, la cenere prodotta dal legname utilizzato per i forni di fusione serviva per creare potassio. In più nel sottosuolo era presente una copiosa quantità di calcare e silice.
In quel periodo nella Boemia vivevano esperti artigiani capaci di lavorare ad arte il cristallo e perciò il cristallo di Boemia divenne famoso per il suo eccellente taglio e i suoi artigiani divennero presto insegnanti qualificati di questa lavorazione in paesi vicini e lontani. Entro la metà del XIX secolo, venne realizzato un sistema scolastico di arte vetraria che insegnava tecniche tradizionali e innovative.
Nella seconda metà del XIX secolo, la Boemia si dedicò all'esportazione di vetro colorato prodotto in serie e spedito in tutto il mondo. Vennero prodotte coppie di vasi sia in unico colore opaco o bicolore. I manufatti erano decorati con soggetti floreali smaltati finemente, che venivano dipinti con grande velocità. Altri erano decorati con stampe litografiche colorate, copia di dipinti famosi. Questi oggetti venivano prodotti, in grandi quantità, in grandi fabbriche ed erano spediti per corrispondenza in tutta Europa e in America. Non erano oggetti artistici, ma manufatti decorativi poco costosi per decorare le case della gente comune. La pittura sul retro di una lastra di vetro divenne una specialità degli artigiani cechi. L'immagine era accuratamente dipinta a mano sul retro di una lastra di vetro, utilizzando una varietà di tecniche e materiali, dopo di che la pittura veniva montata in un telaio di legno smussato.
La produzione artigianale di oggetti in vetro rimase a un livello elevato anche sotto i comunisti perché era considerata ideologicamente innocua. Tuttavia, anche se gli artigiani mantenevano il loro talento, non tutti i vetrai erano in grado di creare disegni innovativi e in linea con i tempi. Alcuni continuarono a esportare i loro manufatti mentre altri rimasero ancorati ai modelli del passato.
Tra gli oggetti per i quali la nazione ceca è ancora ben nota, vi è la produzione di perle "Druk". Esse sono piccole (3 mm-18 mm) perle di vetro sferico, con piccoli fori filettati, prodotte in una vasta gamma di colori e finiture e utilizzate principalmente come distanziali dai produttori di gioielli di bigiotteria.